# E. Peterbus Unum
E. Peterbus Unum (titulado El país de Peter en Hispanoamérica) es el decimoctavo episodio de la segunda temporada de la serie Padre de familia emitido el 12 de julio de 2000 a través de FOX. 
El episodio está escrito por Neil Goldman y Garrett Donovan y dirigido por Rob Renzetti.

## Argumento
A Peter y sus amigos les ha llegado una notificación de la declaración de la renta, mientras que a estos les sale a devolver, Peter debe asistir a una auditoría. Celoso por sus vecinos, planea construir una piscina en su jardín, pero desafortunadamente no tiene derecho a devolución y decide construirla por su cuenta, a medida que va cavando, Peter rompe un cable que deja a Quahog sin luz. Debido a que las normas urbanísticas le prohíben hacer tal obra decide ir al ayuntamiento para pedir permiso. Tras hablar con el alcalde West, este descubre que su propiedad no aparece en el mapa municipal, y por ende tampoco forma parte de los Estados Unidos
Peter decide independizarse del país y funda la micronación de Petoria. Al autoerigirse como presidente, Peter aprovecha su inmunidad para insultar al propietario de La Almeja y cometer todo tipo de gamberrismo en Quahog aparte de parodiar U Can't Touch This de MC Hammer sin que este pueda demandarle por los derechos de autor.
Ya como Estado miembro de la ONU, Peter descubre que nadie respeta su país. Tras seguir los consejos del representante diplomático de Irak, este decide anexiónarse la piscina de Joe tal como hizo en su día Irak con Kuwait. Tal invasión es tomada como una ofensa por el gobierno estadounidense que decide tomar cartas en el asunto: impiden que Chris y Meg salgan de casa para asistir a escuela (dentro de territorio estadounidense) y les cortan el suministro eléctrico y de agua. A pesar de las dificultades, Peter se niega a devolverle a Joe su piscina e invita a varios líderes políticos de dudosa reputación para mantener el pulso a Estados Unidos, sin embargo, Lois se cansa de la situación y decide llevarse a sus hijos y abandonar a su marido, el cual está solo ante el ejército de los Estados Unidos. Finalmente decide rendirse al ver que tiene las de perder cuando un enorme misil apunta contra su casa a escasos metros. Al día siguiente, en el despacho del alcalde, tras las negociaciones, Peter acepta devolverle a Joe la piscina y entrega su propiedad al país.
Antes de finalizar el episodio, la trama avanza doscientos años a una época futurista en la que una profesora le explica a sus alumnos la historia de la nación petoriana hasta que uno de sus alumnos le pregunta confuso si aparte del perro, algún otro miembro de la familia entiende o no a Stewie.

## Recepción
Ahsan Haque de IGN, en su crítica de 2009 puntuó el episodio con una nota de 9 de 10 y lo calificó como "un gran episodio" y una "elaborada sátira política de las mejores de la serie."